# Большой Маныч (озеро, Дагестан)
Большой Маныч — солёное озеро в России, в Дагестане. Площадь поверхности — 7,06 км². Глубина — не более 1 м.
Расположено на востоке Ногайского района в центральной части Ногайской степи на высоте −23,1 м над уровнем моря, в 12 км северо-западнее посёлка Кочубей. Рядом расположено озеро Малый Маныч. Питание получает от стоков артезианских скважин и дождевых вод. В засушливые годы озеро частично или полностью пересыхает.
Вокруг озера расположена солянково-полынная полупустыня. Из растительности присутствуют: сарсазан и других галофиты, а также тамарикс. Территория служат местом гнездования водоплавающих, околоводных и пустынно-степных видов птиц. Сухопутная территория используется как летние и зимние пастбища. Озеро солёное, однако её солевой состав не изучен. Толщина слоя соли не превышает 5 см.